# I atak UPA na Birczę

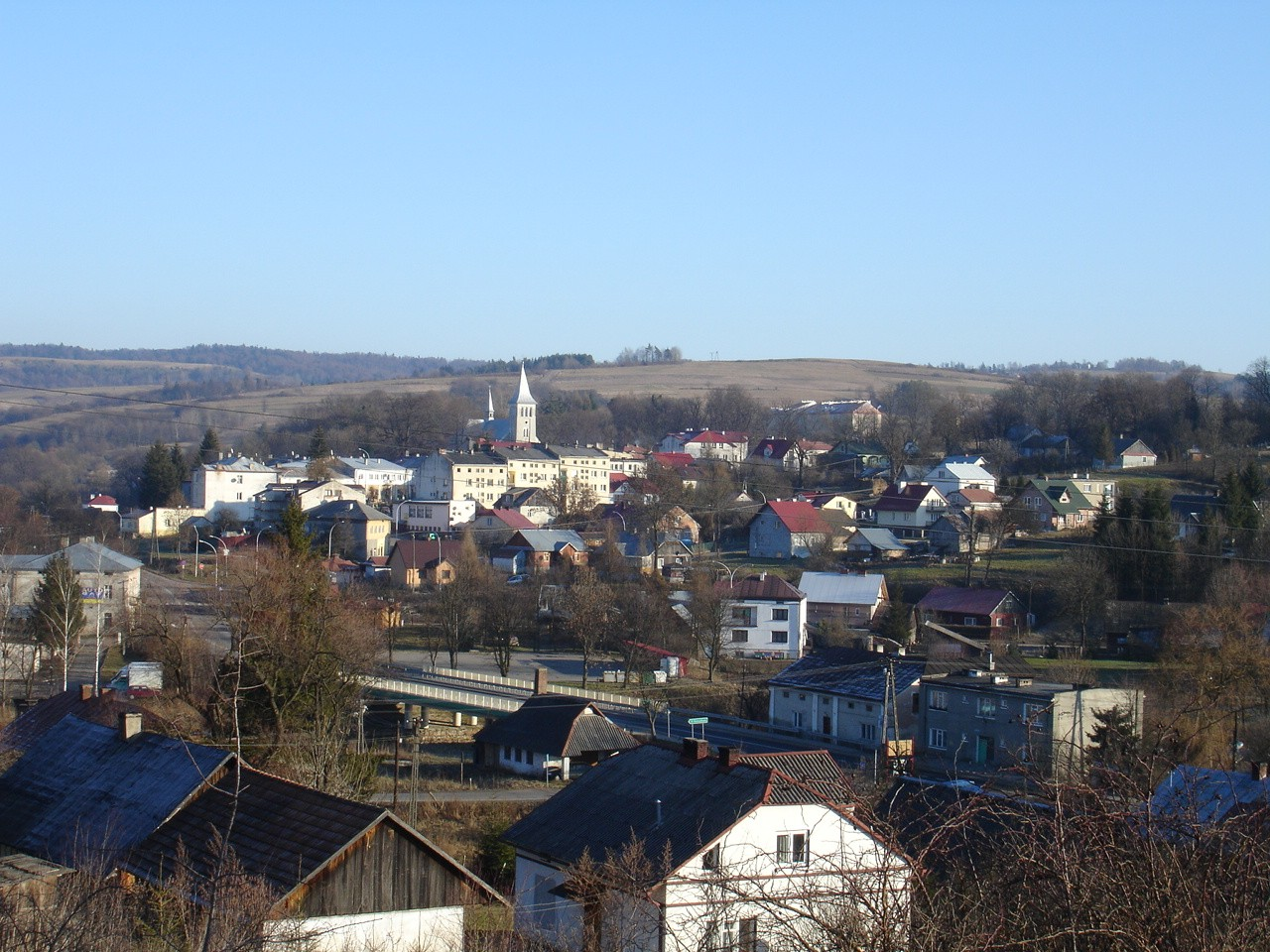
Współczesne zdjęcie Birczy wykonane z kierunku NW

I atak UPA na Birczę – atak na miasteczko Bircza, wykonany przez oddziały Ukraińskiej Powstańczej Armii 22 października 1945 roku. Atak spowodowany był bezpośrednio ulokowaniem w Birczy siedziby komisji przesiedleńczej, a pośrednio rozkazem dowódcy UPA w Polsce, płk. Myrosława Onyszkewycza Oresta z 9 września 1945 roku o zwalczaniu akcji wysiedleńczej. Wykonany został przez sotnię „Karmeluka” oraz rajdujący kureń „Pidkarpatja” z Odcinka Taktycznego „Czornyj Lis”, pod dowództwem Pawła Wacyka Pruta.

## Organizacja obrony
W początkowym okresie stacjonowania polskiego garnizonu (od sierpnia 1944) w Birczy nie było rozbudowanych urządzeń obronnych. W miarę upływu czasu żołnierze zmieniających się batalionów przygotowywali do swoich potrzeb poszczególne odcinki obrony, kopiąc okopy wraz z krytymi schronami i rowami łącznikowymi. W środku miasteczka, na rynku, w okopanych stanowiskach, rozmieszczono artylerię i moździerze wspierające ogniem linie obronne.
Obrona podzielona była na trzy rejony kompanijne, wzmocnione plutonami ckm. W porze nocnej cały stan osobowy batalionu przebywał na stanowiskach. W dzień prowadzono jedynie obserwację, więc żołnierze na zmianę odpoczywali, a część stanu osobowego pododdziałów przeważnie operowała w okolicznym terenie. Drogi dojścia do Birczy były kontrolowane i blokowane przez posterunki wojskowe. Zabudowania nie były specjalnie umocnione, nie stosowano też zasieków z drutu, ani pól minowych.
Do słabych stron obrony zaliczyć można łatwość rozpoznania systemu punktów ogniowych oraz ustalenia liczby żołnierzy z sąsiednich wzniesień. W Birczy znajdowała się również ludność cywilna (zarówno mieszkańcy, jak i uchodźcy z okolicznych wsi), którą przypuszczalnie wywiad ukraiński wykorzystywał do werbowania swoich informatorów.
W Birczy stacjonowały wówczas: ścisłe dowództwo oraz 2 i 3 batalion 28 pp. Przebywał tam batalion zbiorczy z 17 DP (podporządkowany dowódcy 28 pp), jak również kompania zwiadu dywizyjnego, która operowała w ciągu dnia w terenie, a na nocny odpoczynek przybywała do tej miejscowości. Garnizonem dowodził ppłk Aleksander Wygnański.
Ponadto w Birczy znajdowała się grupa zdemobilizowanych żołnierzy z jednostek dywizji, ponieważ tu wyznaczono im punkt zborny, z którego mieli odjechać w dniach 23–24 października do Przemyśla. Część zdemobilizowanych nie miała już broni, niektórym jednak udało się przedostać do placówek i wziąć udział w odpieraniu napadu.

## Atak
Pierwszego napadu na Birczę UPA dokonała 22 października 1945 roku o godz. 23:30. Zapoczątkował go nieduży pododdział – 30-osobowa czota przebrana w mundury polskie. Maszerowała w zwartym szyku szosą od strony Przemyśla, myląc tym obserwatorów, dzięki czemu udało się jej podejść blisko placówki wojskowej. Zatrzymani przez żołnierzy i wezwani do podania hasła upowcy nagle otworzyli ogień. Jednocześnie wystrzelili białe rakiety, będące sygnałem do zaatakowania garnizonu birczańskiego. 
Trzon sił ukraińskich stanowiły sotnie: „Rena”, „Jara” i „Suchego”, oraz inne nierozpoznane, przynależne organizacyjnie do rajdującego kurenia „Podkarpacie” pod dowództwem „Pruta”. Ponadto w napadzie brało udział kilka okolicznych SKW. Atakujący mieli na lewych rękawach białe opaski. 
Grupa posuwająca się wzdłuż szosy z Przemyśla, mimo poniesionych strat, wdarła się do Birczy zabijając po drodze napotkanych żołnierzy i cywilnych mieszkańców. Główny atak upowcy skierowali na budynek, w którym mieściło się dowództwo, oraz w rejon cerkwi. Łączność z placówkami broniących się żołnierzy została przerwana. Walki wewnątrz miasteczka trwały 4 godziny. Sztab pułku nie został zdobyty, jednak spłonęło kilkanaście budynków.  
Jednocześnie z zaatakowaniem Birczy inny duży oddział UPA, w którym rozpoznano sotnie „Hromenki”, bojówkę SKW „Barona” oraz bojówkę SB „Pieti”, w sile około 300–400 ludzi pod dowództwem „Hromenki”, dokonał ataku na Kuźminę, oddaloną o 10 km na południowy zachód od Birczy, aby powstrzymać ewentualną odsiecz dla Birczy. 
Stacjonował w niej wówczas 30 pp, a na skraju tej miejscowości, w rejonie poczty, rozlokował się jeden pluton 28 pp, dowodzony przez ppor. Karola Romanowskiego, wysłany wcześniej do tej miejscowości po odbiór kontyngentu. Większość upowców dla zmylenia na lewym rękawie miała opaski MO. Główny atak skierowany był w rejon rozmieszczenia sztabu pułku i na tym kierunku udało się sporej grupie wedrzeć do środka wioski. Doszło do walki wręcz. Po dwuipółgodzinnej walce upowcy wycofali się.

## Straty
Straty polskie wyniosły 9 zabitych żołnierzy, w tym jeden oficer, kpt. Witold Hryniewicz – pomocnik szefa sztabu 28 pp – oraz 5 rannych. Oprócz tego śmierć poniosło 11 osób cywilnych. Spaliło się 10 budynków mieszkalnych, dom ludowy, koszary wojskowe i tartak. Oprócz tego do 30 żołnierzy dostało się do niewoli, po propagandowych rozmowach zostali wypuszczeni. Ze strony UPA zginęło kilku partyzantów.
Straty własne w Kuźminie były dotkliwsze. Spalono większą część wsi, ocalały zabudowania w rejonie poczty. Zginęło 10 żołnierzy; 1 oficer – dowódca 3 kompanii moździerzy, ppor. Jan Pietroś – 4 podoficerów i 5 szeregowców. 23 żołnierzy zostało rannych: 3 oficerów – dowódca batalionu kpt. Piotr Skakun, dowódca kompanii ppor. Jan Wróblewski i adiutant dowódcy pułku por. Michał Jaskulski oraz 9 podoficerów. Stracono: 14 koni, 3 wozy, radiostację i 10 km kabla telefonicznego. Straty UPA wyniosły 4 zabitych (w tym „Baron”) oraz 9 rannych (w tym „Hromenko”).
W rezultacie walk o Birczę i Kuźminę przerzucono do Birczy pododdział 40 pal, a także udoskonalono system łączności i współdziałania.